# ليو سينا
ليو سينا (بالبرتغالية: Leonardo de Souza Sena‏) هو لاعب كرة قدم برازيلي في مركز الوسط، ولد في 31 ديسمبر 1995 في ساو باولو في البرازيل. لعب مع نادي غوياس.

## وصلات خارجية
- ليو سينا على موقع قاعدة بيانات كرة القدم.إي يو (الإنجليزية)
- ليو سينا على موقع Soccerway.com (الإنجليزية)